# Signosoma impressum
Signosoma impressum är en tvåvingeart som beskrevs av Townsend 1914. Signosoma impressum ingår i släktet Signosoma och familjen parasitflugor.
Artens utbredningsområde är Peru. Inga underarter finns listade i Catalogue of Life.